# Cassella Farbwerke Mainkur
Die Cassella Farbwerke Mainkur Aktiengesellschaft war ein 1870 gegründetes deutsches Chemie- und Pharmaunternehmen mit Sitz in Frankfurt am Main. Es hatte seinen Ursprung in einem 1798 von Leopold Cassella in der Frankfurter Judengasse gegründeten Spezereiwarenhandel. Von 1970 bis 1995 war Cassella eine Tochtergesellschaft der Hoechst AG. Der Standort in Frankfurt-Fechenheim besteht heute noch als Industriepark Fechenheim und gehört seit 2013 zur Weylchem-Unternehmensgruppe.

## Geschichte
1798 gründete Cassella das Handelsunternehmen Caßel & Reiß in der Frankfurter Judengasse. 1828 nahm der kinderlose Cassella Ludwig Aaron Gans als Teilhaber in sein Unternehmen auf, das fortan als Leopold Cassella & Co. firmierte und vornehmlich den Handel mit Farbstoffen betrieb. Gans’ Söhne Friedrich (Fritz) und Leo Gans erweiterten 1870 den väterlichen Handel um eine Teerfarbenfabrik, die sie zusammen mit ihrem Schwager Bernhard Weinberg und dem Chemiker August Leonhardt an der Mainkur in Fechenheim am Main gegründet hatten, die Frankfurter Anilinfarbenfabrik von Gans und Leonhardt. Dieses Datum galt später als Gründungsdatum der Cassella Farbwerke. 1879 brachte Fritz Gans fünf Millionen Mark in das Unternehmen ein. Sie entstammten dem Erbe seines Schwagers G. Ettling, der in Madrid die spanische Rothschild-Filiale geleitet hatte. Im selben Jahr schied August Leonhardt aus dem Unternehmen aus, das seitdem als Frankfurter Anilinfabrik Gans & Co. firmierte. Neuer technischer Direktor des Unternehmens wurde der Chemiker Meinhard Hoffmann.

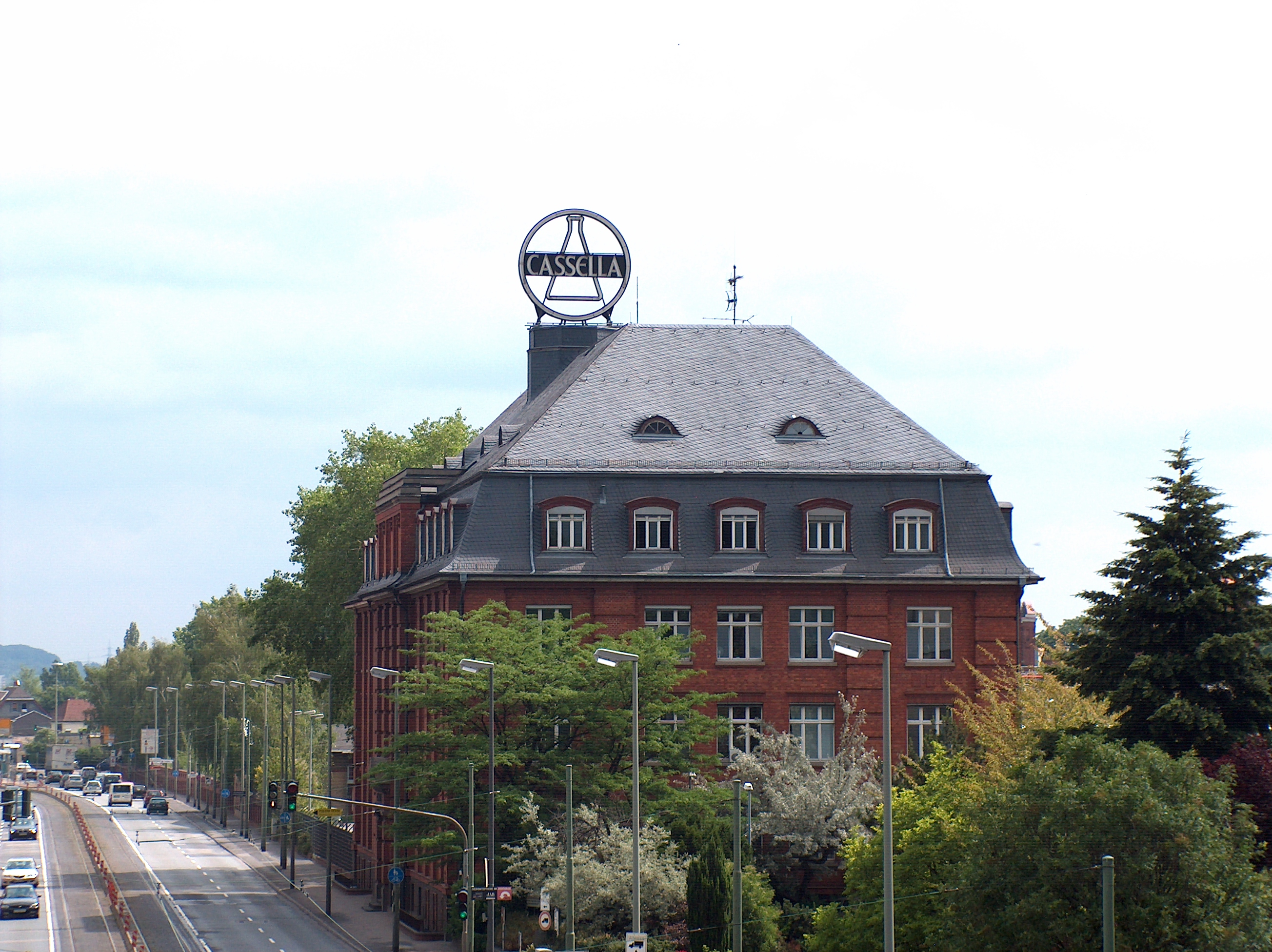
Ehemaliges Hauptgebäude der Cassella in Frankfurt-Fechenheim

1882 traten die Söhne Bernhard Weinbergs, Arthur und Carl Weinberg, in die Führung des Unternehmens ein. Unter ihrer Leitung entwickelten sich die Farbwerke rasch zum weltgrößten Hersteller synthetischer Farbstoffe. 1894 verschmolzen die Teilhaber die Frankfurter Anilinfabrik mit der Farbengroßhandlung. Das neue Unternehmen firmierte als Leopold Cassella & Co. Zum Erfolg trugen insbesondere ab 1900 durch Richard Herz nach dem Vorbild des Vidal-Schwarz von Henri Raymond Vidal (mit dem es Patentstreitigkeiten gab, die die Firma Cassella aber gewann) entwickelte Schwefelfarbstoffe bei.
1900, als das Werk an der Mainkur bereits über 2.400 Arbeiter beschäftigte, gründete Arthur Weinberg eine pharmazeutische Abteilung. Weinberg arbeitete dabei mit seinem Freund Paul Ehrlich zusammen, dessen seit 1899 in Frankfurt am Königlichen Institut für experimentelle Therapie durchgeführte Forschungen 1906 zur Begründung der Chemotherapie führten.
1904 führten Leo Gans und die Brüder Weinberg die Farbwerke Leopold Cassella & Co. in den damals sogenannten Zweibund mit den Farbwerken Hoechst. Sie tauschten ein Viertel ihrer Anteile gegen Aktien der Farbwerke. Cassella verzichtete fortan auf die Herstellung von Säuren, Anilin und Soda und konzentrierte sich auf die Farbstoffproduktion. Gleichzeitig schlossen sich BASF, Bayer und Agfa zum Dreibund zusammen. Ein Jahr später waren Cassella und Hoechst mit der Chemischen Fabrik Kalle im Dreiverband geschäftlich verbunden.

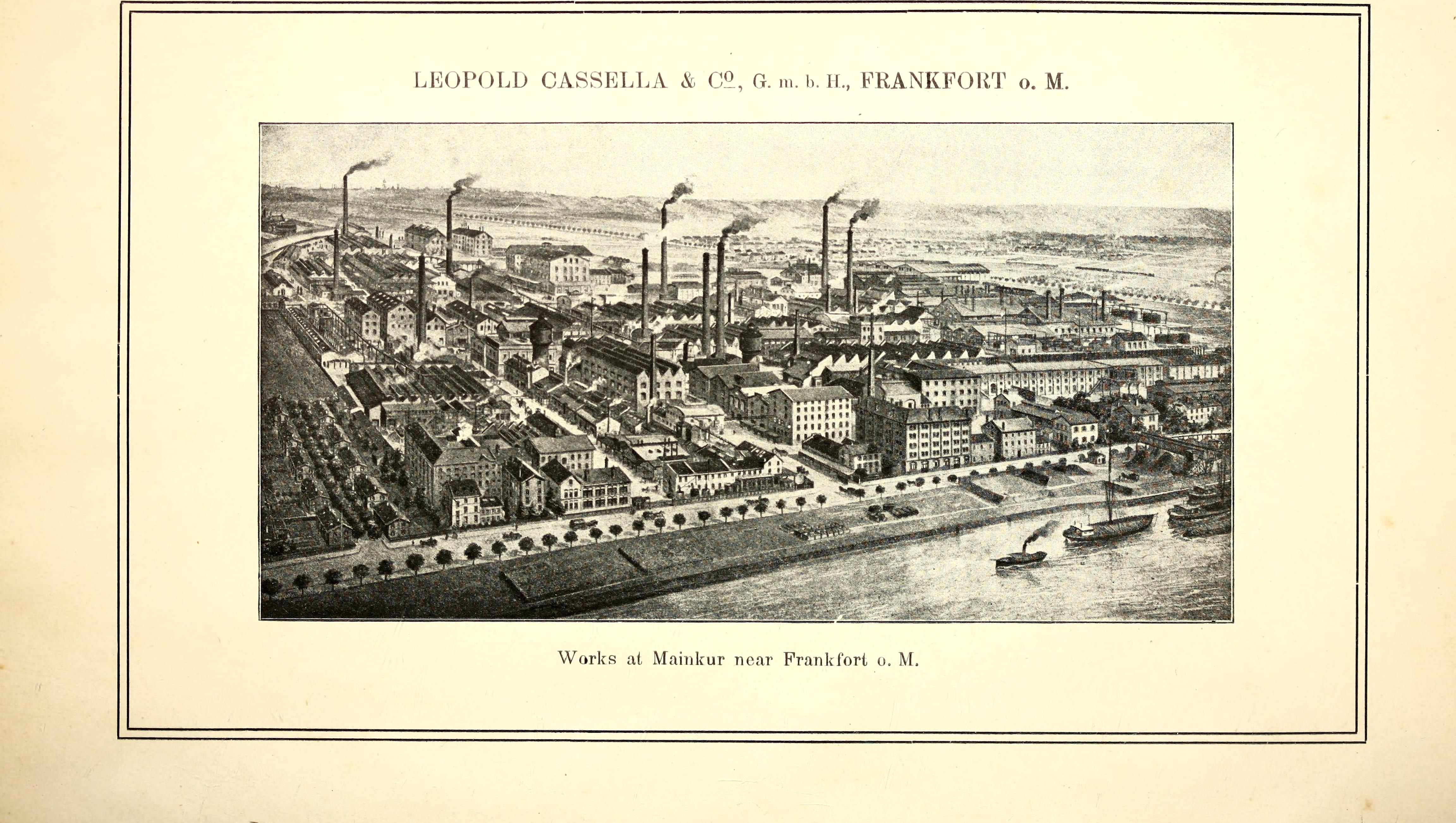
Leopold Cassella & Co GmbH, Frankfurt am Main, 1910

1916 fusionierten Dreibund und Dreiverband zur „kleinen IG Farben“.
Bei der Gründung der großen I.G. Farben AG 1925 ging auch die Cassella in dem neuen Unternehmen auf. Leo Gans und der 1908 in den Adelsstand erhobene Arthur von Weinberg gehörten dem Aufsichtsrat der I.G. an, bis sie nach der nationalsozialistischen Machtergreifung gezwungen wurden, alle öffentlichen Ämter niederzulegen.
Nach dem Zweiten Weltkrieg stellten die Alliierten die I.G. Farben unter Zwangsverwaltung und gliederten 1951 eine Reihe von Nachfolgeunternehmen aus, darunter auch die Cassella Farbwerke Mainkur AG, zu deren Produktspektrum um 1952 etwa das Spasmolytikum Parokhellin zur Behandlung der Angina pectoris, das Vitamin-B12-Präparat Cobaltin forte gegen Anämie, das Antiallergikum Casantin, das Nierendiagnostikum Nephrotest, die Tuberkulosemittel INH-Cassella und PAS-Cassella, das Diuretikum Rediron und das die Ausscheidung von Penicillin und PAS hemmende Lonacid sowie die Nährböden YV-Blau und Neutralrot zur Diagnostik der Tuberkulose gehörten. Die frühere Verbindung mit den Farbwerken Hoechst wurde zunächst nicht wieder aufgenommen, stattdessen erwarben die drei großen IG-Farben-Nachfolger BASF, Bayer AG und Hoechst jeweils 25,1 Prozent der Anteile an Cassella. Erst im Jubiläumsjahr 1970 kam es zur von der Presse sogenannten Flurbereinigung. BASF und Bayer verkauften ihre Anteile an Hoechst, das damit seine Position als Hersteller von Farbstoffen und Pharmazeutika stärkte. Zur Cassella gehörten inzwischen auch die Tochterunternehmen Cassella-Riedel Pharma und die Riedel-de Haën AG in Seelze bei Hannover, ein Hersteller von Spezial- und Laborchemikalien.

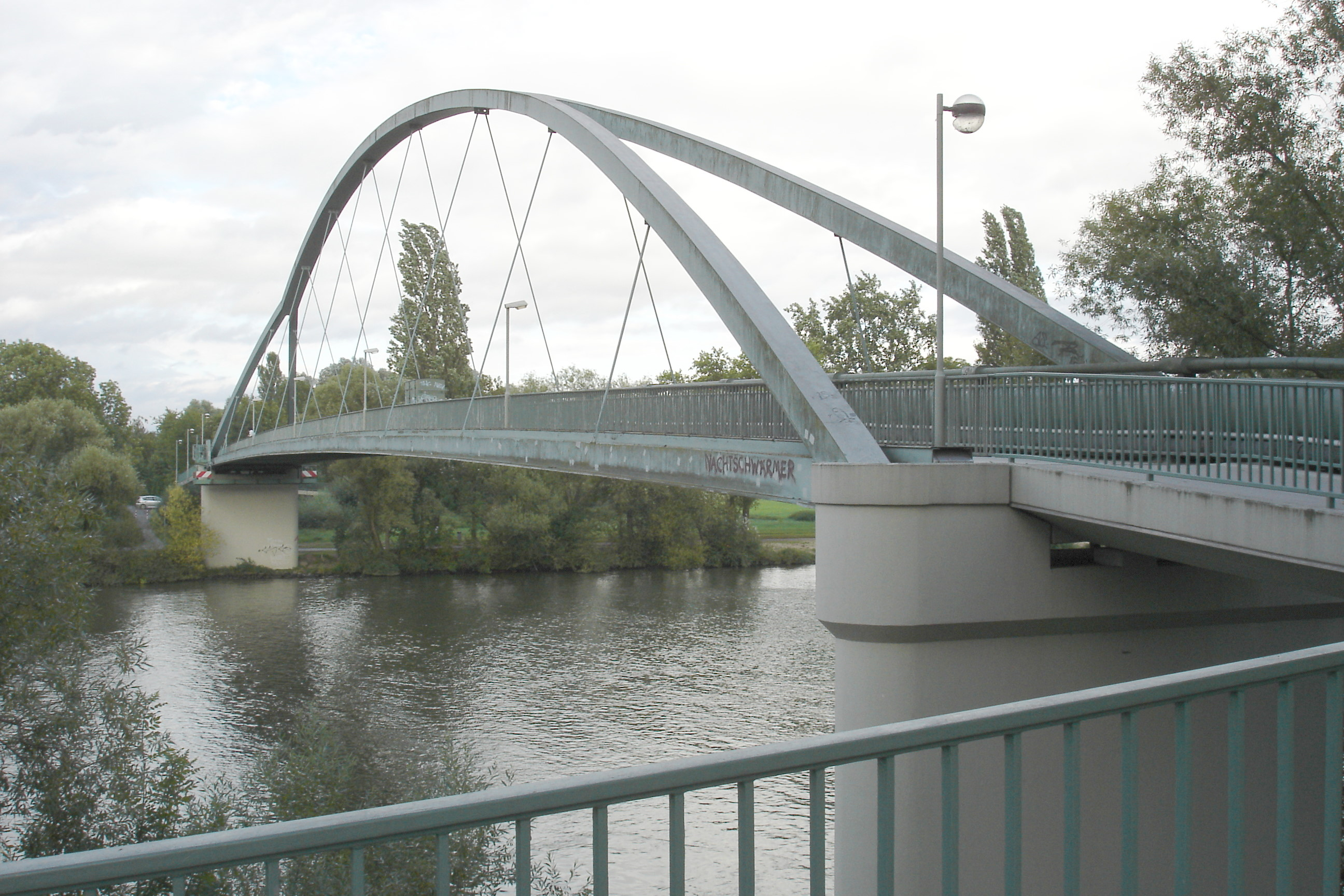
Der Arthur-von-Weinberg-Steg verbindet die Werkteile Cassella und Offenbach

1981 errichtete die Cassella AG gemeinsam mit der Hoechst AG eine Kläranlage zur Reinigung der Abwässer der Cassella AG und des Werkes Offenbach der Hoechst AG. Für die Abwasserleitung aus Offenbach wurde der Arthur-von-Weinberg-Steg als Mainüberquerung gebaut. 1995 wurde die Cassella AG mit der Hoechst AG verschmolzen. Kurz darauf wurde die Pharmaforschung am Standort Cassella geschlossen, im selben Jahr wurde auch die Kosmetiksparte verkauft, die unter dem Namen Jade firmierte. 1997 verkaufte Hoechst seinen Geschäftsbereich Spezialchemie an die schweizerische Clariant AG. Der Cassella-Standort in Fechenheim wurde zum Werk Cassella der deutschen Clariant-Landesgesellschaft. 1998 fusionierten die Werke Offenbach und Cassella der Clariant zum Werk Cassella-Offenbach. Die beiden Werkteile liegen etwa drei Kilometer voneinander entfernt auf verschiedenen Seiten des Mains. Im Zuge der Werkfusion wurden Infrastrukturbereiche der Werke zusammengelegt. Die Werkschule und der Bereich Analytik wurden am Standort Cassella zusammengefasst.
2001 verkaufte Clariant das Werk Cassella-Offenbach, mit Ausnahme zweier Forschungsabteilungen, an eine Gruppe ehemaliger Hoechst-Manager, die den Betrieb unter dem Namen AllessaChemie GmbH weiterführen. Die AllessaChemie – der Name ist ein Ananym von Cassella – produziert mit rund 1.000 Mitarbeitern Spezialchemikalien für industrielle Auftraggeber, darunter in Fechenheim vor allem Pigmente, Farbstoffe und eine Vielzahl von Zwischenprodukten. Ein erheblicher Teil hiervon wird im Auftrag der Clariant hergestellt. Am 31. Dezember 2011 wurde der zwischenzeitlich vollständig entkernte Werksteil Offenbach von der AllessaChemie GmbH wieder an die Clariant zurückgegeben. Das industrielle Leben auf diesem ehemaligen Gelände des Werkes Cassella-Offenbach fand damit sein Ende. Die Zukunft soll im Wohn- und Dienstleistungsbereich liegen. Pläne hierzu sind noch nicht abgeschlossen.
2012 sicherte sich AllessaChemie die Markenrechte an Cassella und benutzt das traditionelle Markenlogo seit Dezember des Jahres wieder als Leuchtreklame auf dem Dach des Cassella-Gebäudes in Frankfurt-Fechenheim. Das Logo hat einen Durchmesser von fünf Metern und ist mit 208 Leuchtröhren von insgesamt 178 Metern Länge ausgestattet.
Seit 1. Oktober 2012 firmiert die vormalige AllessaChemie GmbH als Allessa GmbH. Sie gehört seit 2013 zur WeylChem Unternehmensgruppe.

## TC Cassella
Der Tennis-Club Cassella wurde am 24. November 1949 unter der Leitung von Wilhelm Weber gegründet. Der Verein war als Betriebssportgemeinschaft der Cassella Farbwerke gedacht. Allerdings durften laut der im Jahre 1959 formulierten Satzung auch bis zu 20 % Werksfremde in den Verein aufgenommen werden. Da sich die Cassella Farbwerke im Frankfurter Stadtteil Fechenheim befanden und es zu der Zeit keine geeigneten Tennisplätze gab, bauten die Mitglieder zwei ehemalige private Tennisplätze im Fechenheimer Wald neu auf. Am 21. Mai 1950 konnte dann nach feierlicher Eröffnung der Spielbetrieb gestartet werden. Aufgrund von stetig steigenden Mitgliederzahlen wurde die Tennisanlage in den Jahren 1960, 1965 und 1970 um weitere drei Plätze erweitert.
1970 wurde die Betriebssportgemeinschaft in einen gemeinnützigen Verein und schließlich 1975 in einen eingetragenen Verein umgewandelt. Somit stand der Verein nun auch allen Werksfremden offen. Aufgrund dessen wurde der Bau von weiteren zwei Tennisplätzen und einer Traglufthalle veranlasst. Die beiden neuen Tennisplätze wurden dann im Jahr 1979 eröffnet. Des Weiteren wurde das Clubhaus renoviert und vergrößert.
Im Jahr 1999, zum 50-jährigen Bestehen des TC Cassella, wurde das Clublogo modernisiert. Der bisher im gelbblauen Wimpel des Vereins befindliche Erlenmeyerkolben, das Zeichen des ehemaligen Chemiebetriebes Cassella, wurde gegen einen Tennisball ausgetauscht. Trotz der Umwandlung in einen e. V. steht der Verein im engen Kontakt mit dem Unternehmen AllessaChemie, das auch Sponsor ist.
Zum 31. Dezember 2010 zählte der Verein über 300 Mitglieder, darunter 85 Jugendliche und Kinder.